# Флаг Читы
Флаг муниципального образования городской округ «Город Чита́» Забайкальского края Российской Федерации является официальным символом муниципального образования, представляет собой опознавательно-правовой знак, соответствующий исторически установившимся традициям.
Флаг утверждён 14 декабря 2006 года и подлежит внесению в Государственный геральдический регистр Российской Федерации.

## Описание
«Флаг представляет собой полотнище прямоугольной формы, разделённое на четыре элемента (№ 1, № 2, № 3, № 4). Отношение ширины флага к его длине 2:3. В древковой части флага — равнобедренный треугольник жёлтого цвета (элемент № 1), который имеет основание равное ширине флага (вертикальный размер полотнища), и высоту, равную половине его длины (горизонтальный размер полотнища). К треугольнику примыкают равновеликие полосы (пали) зелёного (элемент № 2), белого (элемент № 3) и красного (элемент № 4) цветов».

## Обоснование символики
Структура флага находится в стилевом единстве с гербом городского округа «Город Чита», отражая его полную цветовую гамму, и флагом Забайкальского края, административным центром которого является город Чита.
Состав цветов флага отражает цвета герба городского округа «Город Чита», неся традиционное геральдическое значение:
жёлтый (золото) — символ богатства и справедливости;
красный (червлень) — символ мужества, храбрости и неустрашимости;
зелёный (зелень) — символ надежды, радости и изобилия;
белый (серебро) — символ чистоты, совершенства и независимости.